# Ardovo
Ardovo é um município da Eslováquia, situado no distrito de Rožňava, na região de Košice. Tem 11,21 km² de área e sua população em 2018 foi estimada em 163 habitantes.

## Demografia
| Ano:        | 1994 | 2004   | 2014   | 2024    |
| ----------- | ---- | ------ | ------ | ------- |
| Broj ljudi: | 174  | 180    | 169    | 144     |
| Razlika:    |      | +3,44% | -6,11% | -14,79% |

| Ano:               | 2023 | 2024   |
| ------------------ | ---- | ------ |
| Número de pessoas: | 147  | 144    |
| Diferença:         |      | -2,04% |